# Golden Gala 2017
Golden Gala 2017 byl lehkoatletický mítink, který se konal 8. června 2017 v italském městě Řím. Byl součástí série mítinků Diamantová liga.

## Výsledky

### Muži
| Disciplína             | 1. místo                 | 2. místo                  | 3. místo                |
| Běh na 200 m           | Andre De Grasse 20,01    | Christophe Lemaitre 20,29 | Ameer Webb 20,33        |
| Běh na 800 m           | Adam Kszczot 1:45,96     | Kipyegon Bett 1:46,00     | Donavan Brazier 1:46,08 |
| Běh na 110 m překážek  | Aries Merritt 13,13      | Orlando Ortega 13,17      | Sergej Šubenkov 13,21   |
| Běh na 3000 m překážek | Conseslus Kipruto 8:4,63 | Soufiane Elbakkali 8:5,17 | Jairus Birech 8:7,84    |
| Hod oštěpem            | Thomas Röhler 90,06 m    | Johannes Vetter 88,15 m   | Keshorn Walcott 86,61 m |

### Ženy
| Disciplína    | 1. místo                     | 2. místo                           | 3. místo                           |
| Běh na 100 m  | Dafne Schippersová 10,99     | Marie-Josée Ta Lou 11,03           | Michelle-Lee Ahye 11,07            |
| Běh na 400 m  | Natasha Hastingsová 50,52    | Novlene Williamsová-Millsová 51,04 | Olha Zemlyaková 51,08              |
| Běh na 1500 m | Sifan Hassanová 3:56,22      | Winny Chebetová 3:59,16            | Konstanze Klosterhalfenová 3:59,30 |
| Běh na 5000 m | Hellen Obiriová 14:18,37     | Agnes Jebet Tiropová 14:33,09      | Letesenbet Gideyová 14:33,32       |
| Skok o tyči   | Katerina Stefanidiová 485 cm | Yarisley Silvaová 475 cm           | Eliza McCartneyová 475 cm          |
| Trojskok      | Yulimar Rojasová 14,84 m     | Caterine Ibargüenová 14,78 m       | Olga Rypakovová 14,64 m            |
| Vrh koulí     | Kung Li-ťiao 19,56 m         | Daniella Bunchová 18,95 m          | Michelle Carterová 18,86 m         |
| Skok vysoký   | Marija Lasickeneová 200 cm   | Kamila Lićwinková 196 cm           | Julija Levčenková 194 cm           |